# Ana del Frago Barés
Ana del Frago Barés (Barcelona, 16 de junio de 1962) es una política española. Es la Secretaria Nacional de Educación del PSC, es diputada en la Diputación de Barcelona y es la líder de la oposición en el ayuntamiento de Barberà del Vallès. Ha sido diputada en el Parlamento de Cataluña desde el 2003 al 2006 y ha sido alcaldesa de Barberá del Vallés del 2006 al 2015.

## Biografía y carrera política
Nació en Barcelona el 16 de junio de 1962 y cuando aún era muy pequeña su familia se fue a vivir al barrio de La Torrassa de Hospitalet de Llobregat, donde pasó su infancia y juventud. Fue maestra de educación primaria en el Colegia Sant Jaume de L'Hospitalet de Llobregat así como educadora y formadora en Escuelas Taller y ciclos de formación profesional. En 1988, después de trabajar de maestra, se incorporó a trabajar en la empresa municipal Fundació Barberà Promoció de promoción económica de Barberá del Vallés.
En 1999 se incorporó a la lista electoral del PSC, en la que ocupó el número tres de la candidatura municipal. Ya como teniente de alcalde, tuvo responsabilidades en el ámbito de promoción económica y también se encargó de iniciar, con el 'Plan de Ciudad', el programa municipal de participación ciudadana. En la lista de 2003 ocupó el segundo lugar en la candidatura; en la organización municipal del nuevo consistorio fue nombrada adjunta a alcaldía y alcanzó las responsabilidades en materia de cultura, hacienda y promoción económica.
El mismo año 2003 fue candidata a las  elecciones al Parlamento de Cataluña, donde resultó elegida diputada. Participó en diversas comisiones y, entre otros, fue portavoz en la comisión del Síndic de Greuges.
El 14 de enero de 2006, en un pleno extraordinario, del Frago asume la alcaldía de Barberá del Vallés y encabeza la candidatura de las sucesivas elecciones de mayo de 2007 y del 2011, donde revalida la alcaldía.
En cuanto al ámbito de organización política del PSC, desde 2004 es la primera secretaria de la agrupación local de Barberá del Vallés y desde el Congreso del PSC, en 2011, es miembro de la Comisión Ejecutiva Nacional. Actualmente es la Secretaria Nacional de Educación.
El 8 de enero de 2015 fue reelegida candidata socialista a la alcaldía de Barberá del Vallés, a las elecciones municipales del 24 de mayo de 2015. A pesar de ser la fuerza más votada, fue desplazada de la alcaldía por un acuerdo entre Plataforma Ciudadana por Barberá del Vallés (PCPB), Juntos por Barberá y ERC, que dio la alcaldía a Sílvia Fuster Alay (PCPB).
Fue reelegida Primera Secretaria del PSC de Barberà en una asamblea extraordinaria en marzo de 2017. En la Asamblea extraordinaria de diciembre del 2018 fue proclamada  candidata a la Alcaldía de Barberà del Vallès para las elecciones del 26 de mayo de 2019. 
En febrero de 2019, los Mossos d’Esquadra detuvieron a la exalcaldesa de Barberà del Vallès Ana del Frago por un presunto delito de malversación y prevaricación. La exmandataria socialista, que tenía previsto ser candidata a las elecciones municipales de mayo del 2019, fue una de los cinco arrestados en el operativo que los Mossos d’Esquadra desplegaron en el municipio por orden de un juzgado de Cerdanyola del Vallès (Barcelona). La investigación, que está bajo secreto de sumario, parte de una denuncia de Podemos de Barberà presentó en junio de 2017 ante la Fiscalía al considerar que en anteriores mandatos –Del Fargo fue alcaldesa de 2006 a 2015– había habido irregularidades en la gestión de la radio municipal, tras ver que de 2009 a 2015 la entidad que gestionaba la radio había emitido facturas al Consitorio por un valor total de 371.310 euros por trabajos que, según ellos, tendrían que haberse sometido a concurso.
En la Asamblea extraordinaria de marzo del 2019 renunció a la candidatura para la alcaldía de Barberà del Vallés para las elecciones municipales del 26 de mayo de 2019.  
| Predecesor: José Antonio Robles Serrano | Alcaldesa de Barberá del Vallés 2006-2015                        | Sucesor: Sílvia Fuster Alay |
| Predecesor: José Antonio Robles Serrano | Primera secretaria del PSC de Barberá del Vallés 2004-actualidad | Sucesor: En el cargo        |

- Datos: Q11905432